# جف کلارک (بازیکن فوتبال اهل انگلستان)
جف کلارک (انگلیسی: Jeff Clarke؛ زادهٔ ۱۸ ژانویهٔ ۱۹۵۴) بازیکن فوتبال اهل بریتانیا است.
از باشگاه‌هایی که در آن بازی کرده‌است می‌توان به باشگاه فوتبال دارلینگتون، باشگاه فوتبال آنکاراگوچو، باشگاه فوتبال منچستر سیتی، باشگاه فوتبال داندی یونایتد، باشگاه فوتبال نیوکاسل یونایتد، باشگاه فوتبال برایتون اند هوو آلبیون، و باشگاه فوتبال ساندرلند اشاره کرد.